# Équipe de Tunisie de football à la Coupe d'Afrique des nations 1994
 (février 2024).
L'équipe de Tunisie de football participe à la coupe d'Afrique des nations 1994 organisée en Tunisie du 26 mars au 10 avril 1994. Il s'agit de la pire participation de l'équipe, dirigée par l'entraîneur Youssef Zouaoui puis Faouzi Benzarti, à la coupe d'Afrique des nations. Malgré des attentes positives avant le début du tournoi, l'équipe est éliminée de la phase de groupes après une défaite et un match nul.

## Préparations
L'équipe commence l'année par un match amical contre les Pays-Bas au stade olympique d'El Menzah. Celle-ci est considérée comme l'une des meilleures générations de l'équipe nationale néerlandaise, qui comprend des noms tels que Frank Rijkaard, Ronald Koeman, Frank de Boer, Dennis Bergkamp, Aron Winter, Ronald de Boer et Marc Overmars. La Tunisie réalise une bonne performance dans le match : Faouzi Rouissi ouvre le score avant que Rijkaard ne réponde. Après cela, Ayadi Hamrouni double la mise, avant que Koeman n'égalise pour les Oranges sur un coup franc.
Les préparatifs se poursuivent avec plusieurs nuls face à des concurrents assez aisés et une défaite (0-2) contre la Géorgie lors de Tournoi international de Malte, même si le groupe se rassure à quelques jours du début de la CAN, avec une victoire amicale contre le Niger (4-2).

## Équipe

### Effectif
- Entraîneur :  Youssef Zouaoui (licencié après le premier match) puis  Faouzi Benzarti.

| N° | Pos. | Joueur               | Date de naissance     | Club                |
| -- | ---- | -------------------- | --------------------- | ------------------- |
| 1  | GK   | Ali Boumnijel        | 13 avril 1966 (27)    | FC Gueugnon         |
| 16 | GK   | Chokri El Ouaer      | 15 août 1966 (27)     | ES Tunis            |
| 22 | GK   | Radhouane Salhi      | 18 décembre 1967 (26) | ES Sahel            |
| 4  | DF   | Mounir Boukadida     | 24 octobre 1967 (26)  | ES Sahel            |
| 9  | DF   | Taoufik Hicheri      | 8 janvier 1965 (29)   | Vitória Sport Clube |
| 2  | DF   | Mohamed Ali Mahjoubi | 28 décembre 1966 (27) | ES Tunis            |
| 3  | DF   | Imad Mizouri (en)    | 20 octobre 1966 (27)  | ES Sahel            |
| 13 | DF   | Mourad Okbi (en)     | 1 septembre 1965 (28) | Al-Ahli             |
| 14 | DF   | Ahmed Souissi (en)   | 7 décembre 1960 (33)  | CA Bizerte          |
| 5  | DF   | Tarek Thabet         | 16 août 1971 (22)     | ES Tunis            |
| 7  | DF   | Mohamed Trabelsi     | 7 janvier 1968 (56)   | OC Kerkennah        |
| 6  | MF   | Lofti Ben Sassi (en) | 27 octobre 1965 (28)  | Olympique de Béja   |
| 15 | MF   | Raouf Bouzaiene      | 16 août 1970 (23)     | Stade lavallois     |
| 18 | MF   | Sirajeddine Chihi    | 16 avril 1970 (23)    | ES Tunis            |
| 17 | MF   | Mourad Gharbi (en)   | 21 janvier 1966 (28)  | CA Bizerte          |
| 11 | MF   | Adel Sellimi         | 16 novembre 1972 (21) | Club africain       |
| 8  | MF   | Samir Sellimi        | 5 juin 1970 (23)      | Club africain       |
| 10 | MF   | Skander Souayah      | 20 novembre 1972 (21) | CS Sfax             |
| 20 | FW   | Ayadi Hamrouni       | 24 décembre 1971 (22) | ES Tunis            |
| 21 | FW   | Jameleddine Limam    | 11 juin 1967 (26)     | Stade Tunisien      |
| 19 | FW   | Faouzi Rouissi       | 20 mars 1971 (23)     | SM Caen             |
| 12 | FW   | Zied Tlemçani        | 10 mai 1963 (30)      | Vitória Sport Clube |

## Compétition

### Phase de poules
L'équipe réussit à briser la séquence en accueillant la coupe d'Afrique des nations en remplacement du Zaïre, mais est défaite contre le Mali (0-2), lors du match d'ouverture devant 45 000 personnes au stade olympique d'El Menzah, ce qui contribue au limogeage de Youssef Zouaoui, remplacé par Faouzi Benzarti, qui fait match nul lors du deuxième match contre le Zaïre (1-1), terminant ainsi dernier du groupe.
| Rang | Équipe  | Pts | J | G | N | P | Bp | Bc | Diff |
| ---- | ------- | --- | - | - | - | - | -- | -- | ---- |
| 1    | Zaïre   | 3   | 2 | 1 | 1 | 0 | 2  | 1  | +1   |
| 2    | Mali    | 2   | 2 | 1 | 0 | 1 | 2  | 1  | +1   |
| 3    | Tunisie | 1   | 2 | 0 | 1 | 1 | 1  | 3  | -2   |

| 26 mars 1994 | Tunisie                                    | 0 – 2   | Mali                       | Stade olympique d'El Menzah, Tunis                                           |                                                                              |
| 15h00        |                                            | (0 – 2) | 25e Coulibaly · 34e Sidibé | Spectateurs : 40,000 Diffuseur : TV7, Canal+, ENTV Arbitrage : Lim Kee Chong | Spectateurs : 40,000 Diffuseur : TV7, Canal+, ENTV Arbitrage : Lim Kee Chong |
| 15h00        | Okbi (en) · Hicheri · A. Sellimi · Hicheri | Rapport | Sangaré (en)               | Spectateurs : 40,000 Diffuseur : TV7, Canal+, ENTV Arbitrage : Lim Kee Chong | Spectateurs : 40,000 Diffuseur : TV7, Canal+, ENTV Arbitrage : Lim Kee Chong |

| 30 mars 1994 | Tunisie                  | 1 – 1   | Zaïre                                                     | Stade olympique d'El Menzah, Tunis                                             |                                                                                |
| 19h00        | Rouissi 43e (pen.)       | (1 – 0) | 55e Ngoy (en)                                             | Spectateurs : 45,000 Diffuseur : TV7, Canal+, ENTV Arbitrage : Jamal Al Sharif | Spectateurs : 45,000 Diffuseur : TV7, Canal+, ENTV Arbitrage : Jamal Al Sharif |
| 19h00        | Souayah · Sellimi[Qui ?] | Rapport | Kasongo · Mukanya · Lokose · Lembi (en) · Mukuayanzo (en) | Spectateurs : 45,000 Diffuseur : TV7, Canal+, ENTV Arbitrage : Jamal Al Sharif | Spectateurs : 45,000 Diffuseur : TV7, Canal+, ENTV Arbitrage : Jamal Al Sharif |

## Buteurs
| Buts  | Joueurs        | Adversaires |
| ----- | -------------- | ----------- |
| 1     | Faouzi Rouissi | Zaïre       |
| Total | 1 but          | 1 but       |